# サボテン・ブラザース
『サボテン・ブラザース』（原題: ¡Three Amigos!）は、1986年のアメリカ合衆国の西部劇コメディ映画。ジョン・ランディスが監督を務め、スティーヴ・マーティン、ローン・マイケルズ、ランディ・ニューマンが脚本を手掛けた。マーティン、チェビー・チェイス、マーティン・ショートが演じる映画俳優が本物のヒーローに間違えられ、メキシコの村を襲撃する盗賊団に立ち向かう物語である。

## ストーリー
1916年。メキシコのサント・ポコ村はエル・グアポ率いる盗賊団の襲撃に悩まされており、村長の娘カルメンは盗賊団を撃退してくれる用心棒を探していた。ある日、町の教会でサイレント映画『スリーアミーゴス』シリーズの一本を見て実在の英雄の活躍を記録した映像と勘違いし、ハリウッドに住むスリーアミーゴスへの救いを求める電報を打った。同じころ、スリーアミーゴスの3人（ラッキー・デー、ダスティ・ボトムズ、ネッド・ネーダランダー）は、給料の値上げを希望したことで社長の逆鱗に触れ、スタジオを解雇されてしまう。そこにカルメンからの電報が届くが、カルメンが電報代を満額払えず内容が大幅に省略されてしまったため、「エル・グアポを共演者とする映画の撮影のためメキシコへ来て欲しい」という映画の出演オファーと勘違いしてしまう。3人はスタジオの倉庫から西部劇用の衣装を盗み出して、メキシコに旅立った。
サント・ポコ村の近くにある町の酒場に入った3人は、入れ違いに出て行ったドイツ人の仲間と勘違いされてしまう。ドイツ人から「怒らせると厄介な仲間」と聞かされていたバーテンダーや客たちは警戒するが、3人は得意の歌とダンスを披露して彼らを困惑させる。3人が立ち去った後に本物のドイツ人の仲間2人が現れるが、客たちは2人を挑発したため射殺されてしまう。その後、カルメンと合流した3人はサント・ポコ村に到着し、「凄腕の用心棒」として村人から歓迎される。翌日、エル・グアポの手下たちが村に現れ、3人は早速「西部劇の撮影」を始めて彼らを困惑させる。手下たちはエル・グアポに報告するため村を立ち去り、村人たちは盗賊たちを「撃退」した3人を賞賛する。一方、報告を受けたエル・グアポは50人の手下を引き連れて村に乗り込んでくる。3人は再び「撮影」を始めるが、エル・グアポが本物の盗賊だと知って驚愕し、命乞いをする。エル・グアポは3人に村から立ち去るように告げ、手下たちに村を略奪させてカルメンを誘拐する。
3人はアメリカに戻ろうとするが、ネッドは失った誇りを取り戻すためにエル・グアポに立ち向かうべきと主張する。ラッキーとダスティはネッドの主張を受け入れ、エル・グアポのアジトに向かう。そのころ、エル・グアポのアジトをドイツ人が飛行機で訪れ、盗賊団に武器を提供する。アジトではエル・グアポの40歳の誕生日パーティーが開かれ、3人はパーティーに乗じてアジトに潜入するが、ラッキーは捕まって地下牢に放り込まれ、ダスティはカルメンが監禁された部屋に紛れ込んでしまい、ネッドは天空に吊るされたピニャータに掴まって宙吊り状態になってしまう。ダスティはカルメンを解放するがエル・グアポに捕まり、ネッドも見つかってしまう。エル・グアポは2人を処刑しようとするが、ネッドの正体が「憧れの早撃ちガンマン俳優」だと気付いたドイツ人は、ネッドに一騎打ちを挑む。ネッドは一騎打ちの末にドイツ人を射殺し、地下牢を脱出したラッキーがエル・グアポを人質にしてカルメンと2人を救出し、ドイツ人の飛行機で脱出する。
サント・ポコ村に戻った4人は、村人たちを説得してエル・グアポに立ち向かおうとする。3人は過去の出演作のアイディアを拝借して盗賊団を迎え撃つ準備を進める。盗賊団が村に到着すると、スリーアミーゴスの集団に銃撃され、盗賊団の大半が射殺されるか逃げ出してしまい、エル・グアポも銃撃され重傷を負う。瀕死のエル・グアポの前にスリーアミーゴスと、彼らの衣装を着た村人たちが現れ、エル・グアポは自力で村を守った村人たちを賞賛して息絶える。村を救った3人に対し、村人たちは報酬を渡そうとするが、3人は報酬を返して「正義が行われたことが報酬だ」という映画の決め台詞と共に村を去っていく。

## キャスト
| 役名                   | 俳優                     | 日本語吹替    | 日本語吹替                                                                                            |
| 役名                   | 俳優                     | ソフト版      | テレビ東京版                                                                                          |
| ---------------------- | ------------------------ | ------------- | --- |
| ラッキー・デー         | スティーヴ・マーティン   | 羽佐間道夫    | 田中信夫                                                                                              |
| ダスティ・ボトムズ     | チェビー・チェイス       | 大川透        | 田原アルノ                                                                                            |
| ネッド・ネーダランダー | マーティン・ショート     | 高木渉        | 堀内賢雄                                                                                              |
| エル・グアポ           | アルフォンソ・アラウ     | 小野健一      | 辻親八                                                                                                |
| ジェフェ               | トニー・プラナ           |               | |
| カルメン               | パトリス・マルティネス   | 山田美穂      | 日野由利加                                                                                            |
| ハリー                 | ジョー・マンテーニャ     |               | |
| サム                   | フィル・ハートマン       |               | |
| モーティ               | ジョン・ロヴィッツ       | 星野充昭      | |
| スタジオの警備員       | ティーノ・インサーナ     |               | |
| コンチタ               | ロイダ・ラモス           |               | |
| ロドリゴ               | フィリップ・ゴードン     |               | |
| ドイツ人               | カイ・ウルフ             |               | |
| バーテンダー           | フレッド・アスパラガス   | 天田益男      | |
| ドイツ人の友人         | ノーバート・ウェイサー   |               | |
| ドイツ人の友人         | ブライアン・トンプソン   |               | |
| 歌う木                 | ランディ・ニューマン     |               | |
| ホット・セニョリータ   | レベッカ・アンダーウッド |               | |
| その他                 | N/A                      | 宝亀克寿 ほか | 辻親八 水野龍司 稲葉実 中田和宏 島香裕 渡辺美佐 田野恵 星野充昭 定岡小百合 伊藤栄次 坪井智浩 川島得愛 |
|                        |                          |               | |
| 演出                   |                          |               | 川合茂美                                                                                              |
| 翻訳                   |                          |               | 滝沢ふじお 松井まり                                                                                   |
| 調整                   |                          |               | 重光秀樹                                                                                              |
| 効果                   |                          |               | リレーション                                                                                          |
| 担当                   |                          |               | 別府憲治 （ケイエスエス）                                                                             |
| プロデューサー         |                          |               | 斉藤郁 （テレビ東京）                                                                                 |
| 制作                   |                          |               | テレビ東京 ケイエスエス                                                                               |

- テレビ東京版 放送実績:2005年3月11日ミッドナイトシネマ(深夜3:10~5:00)

## 製作

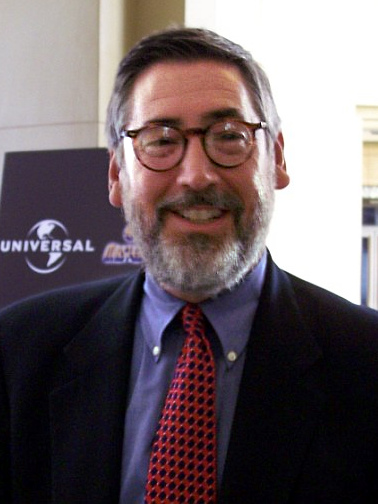
ジョン・ランディス

脚本はスティーヴ・マーティン、ローン・マイケルズ、ランディ・ニューマンが手掛けた。マイケルズによると、マーティンから映画のアイディアを持ちかけられ、共同で脚本を執筆して欲しいと依頼されたという。ワーキングタイトルは『三人の騎士』と同じ「Three Cabelleros」だった。ニューマンは脚本の他に映画音楽にも関わり、「The Ballad of the Three Amigos」「My Little Buttercup」「Blue Shadows on the Trail」を手掛け、その他の作曲はエルマー・バーンスタインが手掛けている。撮影はニューメキシコ州の他にカリフォルニア州シミバレー、コロナド国有林、オールド・ツーソン・スタジオ、ハリウッドで行われた。『サボテン・ブラザース』の編集作業中、ジョン・ランディスが『トワイライトゾーン/超次元の体験』撮影時の事故に関する裁判に巻き込まれた。この後、スタジオ側はランディスが完成させたファイナルカットを全面的に再編集している。
『サボテン・ブラザース』は撮影開始までに何度もキャストが変更されている。マーティンは共同脚本家として1980年から製作に参加しており、この時点ではマーティン、ダン・エイクロイド、ジョン・ベルーシがスリーアミーゴス役を演じる予定だった。監督にはスティーヴン・スピルバーグが検討されていたが、彼はスリーアミーゴス役にマーティン、ビル・マーレイ、ロビン・ウィリアムズを希望していた。また、ランディスはマーティン・ショートの出演が叶わない場合は、リック・モラニスをネッド役に起用していただろうと語っている。後にエンクロイドがスケジュールの都合で降板したため、代わりにチェビー・チェイスが起用された。また、ベルーシ起用前には『私立ガードマン/全員無責任』のジョン・キャンディが検討されていたが、彼が巨体で乗馬できなかったため断念したという。キャンディは出演を辞退した後に、セカンド・シティで仕事を共にしていたショートをマーティンに推薦している。これをきっかけに、マーティンとショートは友人になったという。
マーティンは拳銃を発砲するシーンの撮影後に耳鳴りを発症したといわれているが、後年に受けた取材で、「耳鳴りは長年大音量で音楽を聴き、騒々しい群衆の前でパフォーマンスをしていたことが原因」と語っている。また、撮影中はランディスと主演俳優3人の間に意見対立が起きており、中でもチェイスが「ダスティが間抜けに見えてしまう」という理由で作中でジョークを飛ばすことを拒否したことが知られている。これに対し、ランディスは「嫌ならショートにやらせる」と迫り、チェイスにジョークを飛ばすことを同意させている。
2011年に発売された25周年記念版Blu-ray Discには複数の未公開シーンが収録されている。却下されたオープニングでは、「サント・ポコ村がエル・グアポ率いる盗賊団に襲撃され、カルメンが助けを求める」という内容になっていた。スリーアミーゴスが映画スタジオとバックロットをさまようシーンは、3人のライバルである新人女優ミス・レネ（フラン・ドレシャー）が関わる未公開シーンへと繋がる予定だった。彼女の未公開シーンは大半が廃棄され、サム・キニソンが演じた山男の未公開シーンも全て廃棄されている。

## 評価
Rotten Tomatoesでは42件の批評に基づき支持率45%、平均評価5.2/10となっており、批評家の一致した見解は「『サボテン・ブラザース』は天才的なコメディアン・トリオが出演し、バカバカしくもユーモアあふれるシーンを心地よく感じるが、大笑いするようなシーンが少なく、つまらないストーリーに流されている」となっている。ロジャー・イーバートは1/4の星を与え、「『サボテン・ブラザース』を面白いコメディにするためのアイディアはあるが、狂気が欠けている」と批評している。ニューヨーク・タイムズのジャネット・マスリンは、好印象であるものの「独特のスタイル」に欠けていると指摘しつつ、特定のジョークについては「楽しく洗練されている」と批評している。エンパイア誌のキャロライン・ウェッツブルックは3/5の星を与え、「薄っぺらい物語の土台を支えるだけのものは存在した」と批評している。
『サボテン・ブラザース』は批評家からは酷評されたものの、時代を経て好意的な評価を受けるようになり、カルト的人気を集めた。Den of Geekのニール・マクナリーは、『サボテン・ブラザース』が公開時に「不当に見落とされていた」と指摘し、主演俳優3人の演技、ランディスのコメディチックな演出、バーンスタインの「広範で壮大な」音楽を高く評価している。Bravoの「最高に面白い映画100本」では第79位にランクインしている。
主演俳優の一人だったチェビー・チェイスは、『サボテン・ブラザース』に参加したことについて「これまでで最も楽しい経験だった」と語っている。また、三谷幸喜も「一番感銘を受けた作品」として『サボテン・ブラザース』を挙げており、『踊る大捜査線』シリーズで北村総一朗、小野武彦、斉藤暁が演じるスリー・アミーゴスの元ネタにもなっている。